# Artemísio
Artemísio är en ort i Grekland.   Den ligger i prefekturen Nomós Evvoías och regionen Grekiska fastlandet, i den centrala delen av landet, 120 km norr om huvudstaden Aten. Artemísio ligger 5 meter över havet och antalet invånare är 4 137. Den ligger på ön Euboia.
Terrängen runt Artemísio är kuperad åt sydost, men norrut är den platt. Havet är nära Artemísio åt nordväst. Runt Artemísio är det ganska glesbefolkat, med 40 invånare per kvadratkilometer. Närmaste större samhälle är Istiaía, 9,8 km sydväst om Artemísio. I omgivningarna runt Artemísio växer i huvudsak blandskog.